# アンチヴァイラル
『アンチヴァイラル』（原題：Antiviral）は、2012年制作のカナダのSFスリラー映画。
映画監督デヴィッド・クローネンバーグの息子ブランドン・クローネンバーグの長編映画監督デビュー作。

## あらすじ
近未来の世界では、セレブリティが感染したウイルスを採取して彼らの熱狂的ファンに注射するマニア向け医療サービスが行われていた。そのサービスを行うクリニックの注射技師シドは、希少性の高いウイルスを自ら注射して体内に取り込み、秘かに外部へと持ち出し、ブローカーのアーヴィッドを通して闇市場に横流しして利益を上げていた。
そんなある日、彼は美貌のセレブ、ハンナの感染したウイルスを採取、いつものように注射して自らの体内に取り込むが、その後異様な幻覚症状に襲われ、自宅で意識を失う。さらに彼は、ハンナが突然死したことを知る。ハンナのウイルスを持つ唯一の人物となったシドは、彼女のウイルスを狙う何者かに追われる身となる。
やがて、ハンナのマネージャーのデヴと主治医アベンドロスと出会ったシドは、ハンナが実はまだ生きていること、ハンナは何者かによって未知のウイルスに感染させられて匿われていることを知らされたうえで、彼らへの協力を要請される。一連の出来事の背景には、彼の想像を絶する希少ウイルスをめぐる巨大な陰謀が渦巻いていた。

## キャスト
※括弧内は日本語吹替。
- シド・マーチ：ケイレブ・ランドリー・ジョーンズ（玉木雅士）
- ハンナ・ガイスト：サラ・ガドン（山村響）
- アベンドロス医師：マルコム・マクダウェル（仲野裕）
- エドワード・ポリス：ダグラス・スミス（田丸裕臣）
- アーヴィッド：ジョー・ピングー
- ドリアン・ルーカス：ニコラス・キャンベル
- デヴ：シーラ・マッカーシー
- ミラ：ウェンディ・クルーソン

## 評価
- 第65回カンヌ国際映画祭ある視点部門出品[4][5][6]
- 第37回トロント国際映画祭カナディアン第1回作品賞受賞[7]